# Vladímer Rubaixvili
Vladímer Rubaixvili   (Tbilisi, 26 de desembre de 1940 - Tbilisi, 1 de febrer de 1964) fou un lluitador georgià, especialista en lluita lliure, que va competir sota bandera de la Unió Soviètica durant les dècades de 1950 i 1960.
El 1960 va prendre part en els Jocs Olímpics d'Estiu de Roma, on guanyà la medalla de bronze en la competició del pes ploma del programa de lluita lliure.
En el seu palmarès també destaca una medalla d'or en el Campionat del Món de 1961, així tres campionats soviètics. Va morir en un accident de cotxe el 1964.